# 녹둔도
녹둔도(鹿屯島, 문화어: 록둔도, 러시아어: Ноктундо)는 두만강 하구에 있던 섬으로 조선의 영토였다. 17세기 말 ~ 19세기 초 사이에 두만강의 퇴적작용으로 인해 강 동쪽의 연해주(러시아 프리모르스키 변경주)에 붙어 육지가 되었으며, 1860년 베이징 조약으로 외만주를 청나라에서 빼앗은 러시아제국이 점령하였다.

## 지리
조산(造山)동에서 남쪽으로 약 4 km 떨어져 있었던 녹둔도는 둘레가 8 km 남짓 되고 면적은 약 4 km2(여의도 면적의 1.3배)였던 것으로 추정된다. 이 섬에서 조선인들은 벼, 조, 옥수수, 보리 등을 재배하였고, 섬 주변에서는 연어, 붕어, 황어, 숭어 등이 주로 잡혔다고 기록되어 있다.

## 역사
| Daedongyeojido (Gyujanggak) 02-01.jpg |  |
|                                       |  |

녹둔도는 1430년대에 세종대왕이 6진을 개척한 이후 토성과 목책을 쌓았고, 이전에 '사차마도'라 하던 것을 세조 때 '녹둔도(鹿屯島)'라 부르게 되었다. 1583년(선조 16) 경흥부 현지 군사들의 군량(軍糧)이 부족하자  녹둔도에 군사용 둔전(屯田)을 조성하였고, 농민들은 배를 타고 이 섬에 들어와 농사를 지었는데, 병사 약간을 두어 방비하도록 하였다. 1587년(선조 20년) 이순신이 조산보 만호(造山堡 萬戶)를 겸해 녹도 둔전사(鹿島屯田事)로서 녹둔도의 둔전을 관리하였다.  
1860년 10월 18일 베이징 조약으로 외만주를 모두 획득한 러시아 제국은 연해주에 붙은 녹둔도까지 무단으로 점령하였고, 이후 소비에트 연방을 거쳐 러시아연방의 영토가 되었다.
조선 정부는 러시아 제국이 이 땅을 점령했다는 사실을 뒤늦게 안 뒤 1880년대에 수차례 청나라에 항의하였다. 또 러시아 제국과 수교한 1884년부터 10여 차례에 걸쳐 러시아에 녹둔도의 반환을 요구했고, 1885년에는 청나라와 러시아에 3국의 공동 감계안(勘界案)을 제의했으나 무시당했다. 1890년에는 한성(서울) 주재 러시아 공사를 불러 녹둔도의 반환을 재차 요구하였으나 러시아 측은 아무런 회보도 하지 않았다.

## 현황
1984년 11월 조선민주주의인민공화국과 소비에트 연방 사이의 국경 회담에서 녹둔도 문제가 논의될 것인지 관심을 끌었다. 그러나, 양국은 국경협정(1985년)과 국경설정의정서(1990년)를 체결하면서 두만강을 경계로 합의했다. 당시 협상과정에서 조선민주주의인민공화국은 녹둔도 문제를 제기했지만, 현재 두만강 주수로의 중간선을 국경으로 합의함으로써 결과적으로 두만강 주수로의 동쪽에 위치한 녹둔도에 대한 소련의 영토권을 인정하고 말았다.
2000년 가을에는 서울대 지리교육과 이기석 교수진이 현지탐사를 시도했으나 군사기밀 지역이라는 이유로 탐사시간이 3시간으로 제한된데다 갈대의 키가 2m에 이르는 등 현지의 악조건 때문에 별 소득없이 돌아와야 했다.

## 같이 보기

### 일반 주제
지리
- 녹둔도 사건
- 동북 9성
- 6진
- 두만강
- 조산보
- 서수라진
- 추도

영유권 조약
- 조중변계조약
- 베이징 조약

### 한국 영토의 다른 분쟁 지역
- 간도
- 독도
- 이어도 (한국과 중국 간 배타적 경제 수역(EEZ) 갈등)